# ɧ
国际音标的 /ɧ/ 表示的是瑞典语中的sje音（sje-ljudet），它存在于瑞典语多数方言中，是个清擦音，但具体的发音部位仍然不能确定。该音有众多变体，音值随发音者年龄、方言而有一些不同。有人（包括国际语音学学会）经过研究，认为它是 /x/ 和 /ʃ/ 的合音（doubly articulated consonant）。
瑞典文中，该音以 sj 表示，在前元音前时也写作 stj、skj 或 sk。如：sju /ɧʉː/（七）；stjärna /ˈɧæːɳa/（星）。